# 阿布辛拜勒神廟
阿布辛贝勒神庙（阿拉伯语： 或 ），是位于埃及阿斯旺西南290公里的一处远古文化遗址，据说名字来源于最早带西方人去到现场的向导（一个小男孩）的名字。它坐落于纳赛尔湖西岸，由两个由岩石雕刻而成的巨型神庙组成，阿布辛貝勒和它下游至菲莱岛的许多遗迹一起作为努比亚遗址，被联合国教科文组织指定为世界遗产。
由依崖凿建的牌樓門、巨型拉美西斯二世摩崖雕像、前后柱殿及神堂等组成。1964年開始至1968年間，因兴建阿斯旺水坝而整体迁移至高出河床水位60余米的后山上，是世界文物建築保護方式的成功嘗試。

## 历史
神廟建築群約於公元前1284年開始興建，為時約20年，直至公元前1264年完成。這座宏偉的建築物被稱為「受阿蒙寵愛的拉姆西斯的神廟」，而這亦是拉姆西斯二世在位期間為其最寵愛的妻子──妮菲塔莉（另譯奈菲爾塔利），在努比亞所興建六座石建神廟的其中一座，目的是為了向埃及南面努比亚宣示國威，並在該地區鞏固埃及宗教的地位。
1813年发现，1817年早期埃及学家乔瓦尼·巴蒂斯塔·贝尔佐尼第一次进行实地考察。

## 搬迁
後來因為亞斯文水壩的興建，聯合國決定將神廟切割並上移200公尺，以避免神殿遭水淹沒，不過因為位置因素，天文無法配合古埃及人的設計，現在陽光照進的時間需推遲一天。